# Kelih
Kélih (latinsko calix) je posoda z dolgim pecljem namenjena za pitje. V krščanstvu je kelih posoda za vino, ki pri evharistični daritvi pomeni navzočnost Kristusove krvi.
Sveto pismo poroča, da je Jezus pri zadnji večerji ponudil apostolom kelih z vinom in jim rekel: »To je moja kri, kri zaveze, ki se preliva za mnoge.« (Mr 14, 24) Kelih, iz katerega je pil Jezus z apostoli, včasih imenujejo tudi sveti gral.
Ta dogodek skupaj z lomljenjem kruha za kristjane pomeni sklenitev nove zaveze z Bogom in postavitev zakramenta evharistije, zato duhovnik pri maši ponavlja Jezusove besede. 
Kelihi, ki jih uporabljajo duhovniki pri bogoslužju so po navadi srebrni ali zlati (ali vsaj pozlačeni) in bogato okrašeni. Z oblikovanjem kelihov in drugih mašnih posod se ukvarjajo vrhunski oblikovalci - nekaj najlepših slovenskih primerkov je oblikoval Jože Plečnik.